# Pike County, Illinois
Pike County är ett administrativt område i delstaten Illinois, USA. År 2010 hade countyt 16 430 invånare. Den administrativa huvudorten (county seat) är Pittsfield. 

## Geografi
Enligt United States Census Bureau så har countyt en total area på 2 199 km². 2 151 km² av den arean är land och 48 km² är vatten.

### Angränsande countyn
- Adams County – norr
- Brown County – nordost
- Scott County – öster
- Morgan County – öster
- Greene County – sydost
- Calhoun County – syd
- Pike County, Missouri – sydväst
- Ralls County, Missouri – väster
- Marion County, Missouri – nordväst